# Језеро Кијево
Кијево је некадашње вештачко језеро које је постојало на простору данашњег насеља Кијево у Београду.

## Опште информације
Кијевски поток, који настаје испод брда Мачков камен, између Кнежевца и Рушња, пресецао је Кијевску котлину и често је плавио. Да би спречио штету од плављења своје фабрике, индустријалац Светозар Стефановић је 1901. године изградио насип, формирајући тако Кијевско језеро. Убрзо је језеро, окружено густом шумом, постало излетиште имућнијих Београђана, погодно и јер Кијево има своју железничку станицу, а специјални излетнички возови су га повезивали са центром Београда.
На језеру се налазила ада, мало острво до којег су посетиоци могли доћи само чамцем. Тадашњи обичај је био да се даме довозе на острво чамцем и да се тамо послужи турска кафа. Како је језеро постајало све популарније, Стефановић је направио хотел са балском салом поред њега. Међу посетиоцима су били Петар I Карађорђевић, писац Бранислав Нушић и сликарка Надежда Петровић. Забележено је да су језеро посетили Алберт Ајнштајн, његова супруга Милева и њихов син Ханс. Током његове посете ботаничару Недељку Кошанину, шефу београдске ботаничке баште Јевремовац, 1905. године, Ајнштајнови су возили чамац и пливали у језеру.
Стефановићев сестрић, који је наследио посао, 1937/38, преостало земљиште је парцелисао на парцеле са погледом на аду и продао за изградњу породичних кућа. Након неуобичајено кишног пролећа 1941. године, шљунак је подигнут да би се муљ испрао. Капије су касније украдене и језеро је почело да се повлачи. Нове власти су покушале да багером очисте дно долине, али су на крају одустале и језеро се до 1947. године у потпуности исушило кроз Кијевски поток у Топчидерку. Нова власт је, осим што им је одузела сву имовину, Стефановићевог нећака и његовог брата прогласила јавним непријатељима. Одмах после Другог светског рата један од браће је у сумњивим околностима пао под воз (био је у друштву представника нове власти), а други је емигрирао у САД.
Када је шездесетих година 20. века почела изградња насеља Канарево брдо, ископаном земљом насипало се некадашње језеро. Простор је потом сравњен и претворен у фудбалски терен за локални клуб „ФК Кијево“. Клуб је расформиран 2000. године. До 2015. године потпуно је зарастао у вегетацију и фудбалски објекти су дотрајали, а поток је постао отворени канализациони канал. Једина преостала имовина привредног комплекса породице Стефановић је једна ниска, напуштена зграда пуна смећа, на ивици некадашњег двора.